# Гвидо (маркграф Тосканы)
Гвидо Тосканский (Видо; также известен как Гвидо Тусцийский; итал. Guido di Toscana или (Guido di Tuscia, лат. Wido; умер 930) — граф Лукки и маркграф Тосканы с 915, сын маркграфа Тосканы Адальберта II Богатого и Берты Лотарингской.

## Биография
После смерти отца в январе 915 года Гвидо унаследовал его владения — Тосканскую марку, в состав которой входили входили Тоскана, Лигурия и Корсика, а также владения в Провансе. В отличие от отца, который враждовал с королём Италии Беренгаром I Фриульским, Гвидо, которого король быстро утвердил в правах, наладил с ним отношения. Гвидо сопровождал Беренгара в его поездке в Рим, во время которой тот получил вожделенную императорскую корону.
Однако уже в 916 году отношения Гвидо с королём испортились. Лиутпранд полагал, что в этом виновата мать Гвидо — Берта Лотарингская. В итоге, Беренгар напал на место, где жили Гвидо и Берта, после чего заключил их в Мантуе. Однако Беренгару так и не удалось завладеть Тосканским маркграфством, поскольку вассалы Гвидо яростно сопротивлялись императору. Из-за этого Беренгар был вынужден освободить Гвидо и Берту. Точно неизвестно, когда это произошло, но в 920 году они уже были свободны.
Недовольная Беренгаром итальянская знать, которую возглавлял маркграф Иврейский Адальберт I, женатый на сестре Гвидо, решила найти нового короля. Гвидо не рискнул выдвинуть свою кандидатуру, Адальберт Иврейский тоже. Выбор пал на короля Верхней Бургундии Рудольфа II.
В конце 921 года Рудольф вторгся в Италию, где он был избран королём. Однако его власть признавалась только во владениях, находившихся в зависимости от Адальберта Иврейского и архиепископа Милана Ламберта. 17 июля 923 года между армиями Рудольфа и Беренгара произошла битва при Фьоренцуоле, в которой Беренгар был разбит, однако и Рудольф потерял много людей, так что он предпочёл договориться с Беренгаром о разделе королевства.
В апреле 924 в результате заговора Беренгар был убит, однако далеко не все итальянские сеньоры признали Рудольфа королём. Они решили подыскать другую кандидатуру, и выбор пал на единоутробного брата Гвидо — Гуго Арльского, герцога Прованса и фактического правителя Нижнебургундского королевства. Кандидатуру Гуго поддержал и папа Иоанн X. Гуго был коронован в 926 году.
Вскоре Гуго встретился с папой в Мантуе и пожаловал Петру, брату папы, герцогство Сполето. Однако известие об этом вызвало недовольство в Риме. Также этим решением был недоволен и Гвидо, ставший после смерти Адальберта Иврейского самым могущественным магнатом королевства. Он испугался, что Гуго получит императорскую корону. В результате он вступил в союз с оппозиционной папе Иоанну партией, а также женился на возглавлявшей её Марозии, вдове герцога Сполето Альбериха I. Петра Сполетского в Рим не пустили. Гуго не рискнул ссориться с братом.
В 927 году в Италию снова вторглись венгры, разорив Тоскану. Гвидо был вынужден покинуть Рим для защиты своих владений. За время его отсутствия в Рим смог вернуться Пётр Сполетский. Однако после того, как венгры покинули территорию Тосканы, Гвидо с армией вернулся в Рим и штурмом взял Латеранский дворец. Пётр был убит, а папа Иоанн фактически оказался в плену у римских аристократов, которых возглавляла Марозия и Гвидо.
Гвидо умер в 930 году. Наследников он не оставил, ему наследовал младший брат Ламберт.

## Брак и дети
Жена: Марозия (ум. 932/937), дочь римского сенатора Теофилакта и Феодоры Старшей, вдова герцога Сполето Альбериха I. Дети:
- Феодора[10]
- Берта (ум. после 14 января 945)

Также в Europäische Stammtafeln показано от этого брака несколько не поименованных детей.